# Dora Bloch
Dora Bloch geb. Feinberg (geboren 1901 in Jaffa; gestorben am 4. Juli 1976 bei Kampala, Uganda) war eine der vier getöteten Geiseln der Flugzeugentführung von Entebbe. Bloch wurde im Auftrag Idi Amins von ugandischen Soldaten ermordet.

## Leben
Bloch entstammte einer der traditionsreichsten Familien Israels. Sie war die Tochter des aus Russland nach Palästina eingewanderten Joseph Feinberg, eines Pioniers der zionistischen Bewegung. Er war 1882 Mitgründer von Rischon leZion, der ersten von jüdischen Einwanderern errichteten landwirtschaftlichen Siedlung in Palästina, damals Teil des Osmanischen Reichs. Dora Feinberg wurde in Jaffa geboren, wo ihr Vater eine Apotheke besaß. Nachdem er bereits 1902 gestorben war, wuchs sie in Ägypten auf. Ihre Mutter Bertha starb 1933 in Jerusalem, wo Dora Bloch die längste Zeit ihres Erwachsenenlebens verbrachte und sie bis 1948 zwischen arabischen Nachbarn wohnte. Neben Hebräisch und Arabisch sprach sie Russisch, Deutsch, Italienisch und Englisch. Durch ihre Heirat mit dem Waliser Aaron Bloch, der während der Mandatszeit in der British Army in Palästina diente, erwarb sie 1920 die britische Staatsangehörigkeit. Sie war seit seinem Tod 1970 verwitwet. Sie hatte drei Söhne: Ilan Hartuv (1927–2013), Bertram Bloch (1934–2004) und Daniel Bloch (1941–2009). Daniel „Danny“ Bloch war einer der prominentesten Journalisten Israels.

## Entführung und Ermordung

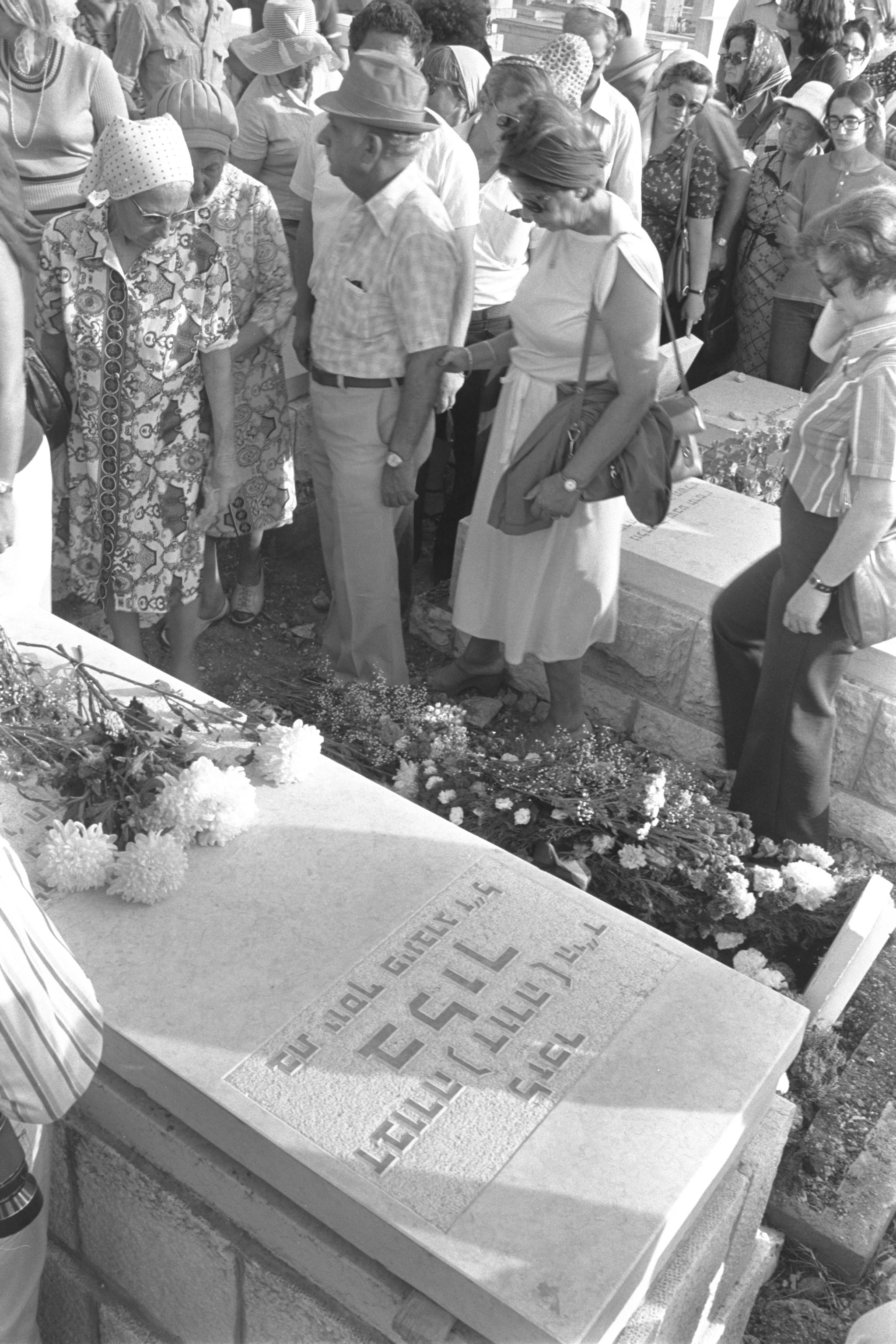
Beisetzung in Jerusalem 1979

1976 lebte Bloch in Tel Aviv, von wo sie am 27. Juni in Begleitung ihres Sohnes Ilan zu einer Reise nach New York aufbrach, um dort an der Hochzeit ihres Sohnes Daniel teilzunehmen. Dafür musste sie zuerst nach Paris fliegen. Am Vormittag des 27. Juni 1976 wurde der Flug 139 der Air France, der von Tel Aviv über Athen nach Paris führen sollte, nach dem Start in Athen entführt und später nach Entebbe (Uganda) umgeleitet. Dort hielten die Entführer über 100 Passagiere und Besatzungsmitglieder fast eine Woche lang im ehemaligen Flughafenterminal als Geiseln fest.
Weil ihr ein Stück einer Mahlzeit in der Speiseröhre steckengeblieben war, wurde Bloch am Abend des 2. Juli auf ärztlichen Rat in das Mulago-Krankenhaus in Kampala gebracht, wo ihr der Fremdkörper operativ entfernt wurde und sie zur Beobachtung blieb. Ihrem Sohn verwehrten die Geiselnehmer den Wunsch, sie zu begleiten. In Blochs Abwesenheit stürmten israelische Truppen in der Nacht vom 3. auf den 4. Juli in einer Kommandoaktion den Flughafen Entebbe und flogen 102 der 105 anwesenden Geiseln lebend aus, darunter ihren Sohn Ilan Hartuv. Am Abend nach der Militäraktion, die mindestens 31 Menschen das Leben kostete, darunter 20 ugandische Militärangehörige, verschwand Dora Bloch aus dem Krankenhaus, in das zuvor zahlreiche verletzte Soldaten eingeliefert worden waren. Am frühen Abend war sie in ihrem streng bewachten Krankenzimmer noch von einem britischen Diplomaten besucht worden. Nach Augenzeugenberichten wurde sie kurz darauf von uniformierten Ugandern gegen ihren heftigen Widerstand entführt. Der ehemalige ugandische Gesundheitsminister Henry Kyemba, der Bloch am 3. und 4. Juli 1976 im Krankenhaus besucht hatte, sagte 1987 vor der ugandischen Menschenrechtskommission aus, sie sei von zwei Idi Amin nahestehenden Offizieren ermordet worden.
Zunächst blieb ihr Verbleib jedoch unklar, während der israelische Premierminister Jitzchak Rabin öffentlich auf die Verantwortung der ugandischen Regierung für Blochs Unversehrtheit hinwies. Amin behauptete, sie sei vor der israelischen Militäraktion zum Flughafen Entebbe zurückgebracht worden. Am 12. Juli 1976 gab das britische Außenministerium bekannt, dass es vom Tod Blochs ausgehe. Nachforschungen des britischen Hochkommissars in Uganda und der in einer kenianischen Zeitung veröffentlichte Bericht eines ugandischen Augenzeugen stützten die Mordthese. Zum Zeitpunkt ihres Todes war Bloch 74 Jahre alt.

## Folgen ihrer Ermordung
Nachdem wiederholte Nachfragen der britischen Regierung zu Blochs Verbleib erfolglos geblieben waren und da die ugandischen Behörden keine glaubhafte Erklärung lieferten, sondern sich die Indizien für eine Ermordung erhärteten, berief Großbritannien zunächst seinen Hochkommissar aus Kampala ab und brach am 28. Juli 1976 die diplomatischen Beziehungen zu Uganda ab. Sie wurden erst im April 1979 wieder aufgenommen, nachdem Amin gestürzt worden war. Im Mai 1979 wurde dann die Leiche von Dora Bloch in der Nähe einer Plantage 30 km von Kampala entfernt gefunden und identifiziert. Anschließend wurde ihr Leichnam nach Israel überführt und im Juni 1979 mit einem Staatsbegräbnis auf dem Har HaMenuchot in Jerusalem bestattet.
Dora Bloch wurde in späteren Schriften der Revolutionären Zellen fälschlich als KZ-Überlebende dargestellt. Dass ausgerechnet eine Jüdin die von deutschen Linksextremisten angeführte Entführung nicht überlebt habe, war – in Verbindung mit der Selektion der jüdischen Geiseln – Gegenstand von Diskussionen innerhalb der Organisation.

## Film
Blochs Schicksal wurde in vier Spielfilmproduktionen aufgegriffen, die sich an Ereignissen der Operation Entebbe orientierten: In der Fernsehverfilmung Unternehmen Entebbe (USA, 1976) von Helen Hayes, in ...die keine Gnade kennen (Raid on Entebbe, USA 1976), ebenfalls für das Fernsehen produziert, wurde sie von Sylvia Sidney verkörpert, in Operation Thunderbolt (Israel, 1977) von Rachel Marcus und in 7 Tage in Entebbe (USA/UK, 2018) von Trudy Weiss.